# Бекловка

Бекловка в Луковниково

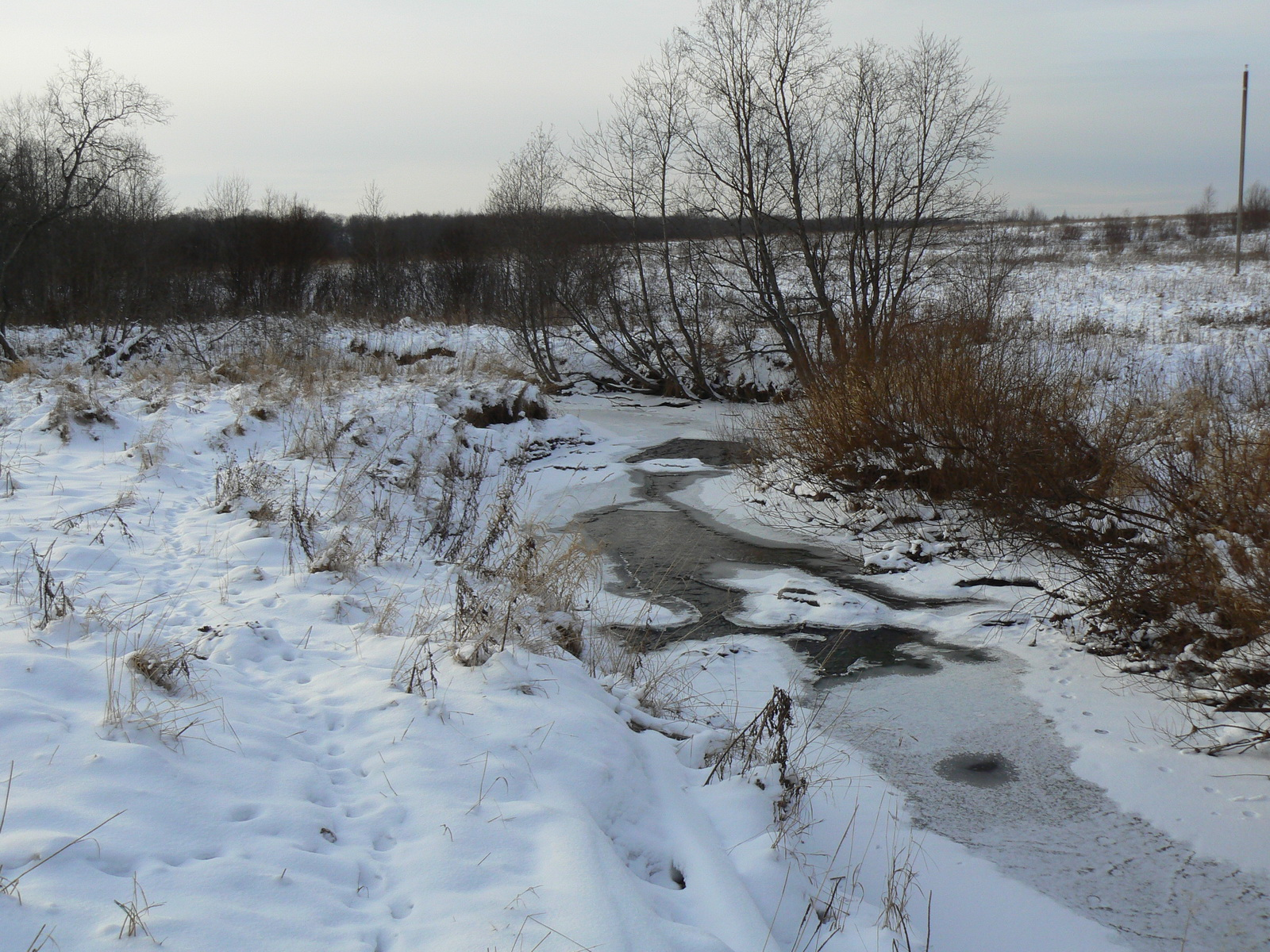
Бекловка в декабре

Бекловка — маленькая река на северо-западе европейской части Российской Федерации, в Тверской области, впадает в Тьму. Длина — 18 км, площадь бассейна — 63,1 км².
Бекловка берёт начало в непроходимых лесах и болотах юго-западнее деревни Беклово Старицкого района Тверской области. Протекает по территории Старицкого района, в начале течения по его незаселённым местам.
Течёт на северо-восток. Впадает в Тьму в селе Луковниково.
На берегах реки расположены всего два населённых пункта: деревня Беклово и село Луковниково.